# Neoplasta discreta
Neoplasta discreta är en tvåvingeart som beskrevs av Collin 1933. Neoplasta discreta ingår i släktet Neoplasta och familjen dansflugor. Inga underarter finns listade i Catalogue of Life.